# Forevermore (album)
Forevermore je jedenácté studiové album hard rockové skupiny Whitesnake, vydané v březnu 2011.

## Seznam skladeb
1. "Steal Your Heart Away" (5:19)
2. "All Out of Luck" (5:28)
3. "Love Will Set You Free" (3:52)
4. "Easier Said Than Done" (5:13)
5. "Tell Me How" (4:40)
6. "I Need You (Shine a Light)" (3:49)
7. "One of These Days" (4:53)
8. "Love and Treat Me Right" (4:14)
9. "Dogs in the Street" (3:52)
10. "Fare Thee Well" (5:18)
11. "Whipping Boy Blues" (5:01)
12. "My Evil Ways" (4:33)
13. "Forevermore" (7:27)

Bonusy na "Snake Pack"
1. "Slide It In" (Live at Donington 1990) (5:05)
2. "Cheap an' Nasty" (Live at Donington 1990) (4:33)

## Sestava

### Whitesnake
- David Coverdale – zpěv
- Doug Aldrich – kytara
- Reb Beach – kytara, doprovodný zpěv
- Michael Devin – baskytara, doprovodný zpěv
- Brian Tichy – bicí, perkuse

### Ostatní
- Timothy Drury – klávesy